# جون لوغان تشيبمان
جون لوغان تشيبمان هو محامي وقاضي وسياسي أمريكي، ولد في 5 يونيو 1830 في ديترويت في الولايات المتحدة، وتوفي بنفس المكان في 17 أغسطس 1893. نشط حزبياً في الحزب الديمقراطي. وقد انتخب عضو مجلس نواب ميشيغان ‏ وانتخب عضو مجلس النواب الأمريكي ‏.